# أنخيل فيديريكو روبليدو
أنخيل فيديريكو روبليدو هو محامي وسياسي أرجنتيني، ولد في 18 يوليو 1917 في Bustinza ‏ في الأرجنتين، وتوفي في 14 يناير 2004 في بوينس آيرس في الأرجنتين. نشط حزبياً في الحزب العدلي. وقد انتخب وزير الدفاع.

## وصلات خارجية
- أنخيل فيديريكو روبليدو على موقع مونزينجر (الألمانية)